# Har vi mødtes et sted tidligere?
Har vi mødtes et sted tidligere? (russisk: Мы с вами где-то встречались) er en sovjetisk film fra 1954 af Nikolaj Dostal og Andrej Tutysjkin.

## Medvirkende
- Arkadij Rajkin som Gennadij Maksimov
- Ljudmila Tselikovskaja som Larisa Levkojeva
- Mikhail Janshin som Vasiljev
- Maria Mironova som Veronika Maljarskaja
- Vladimir Lepko som Afanasij Ivanovitj